# Henriette Florian

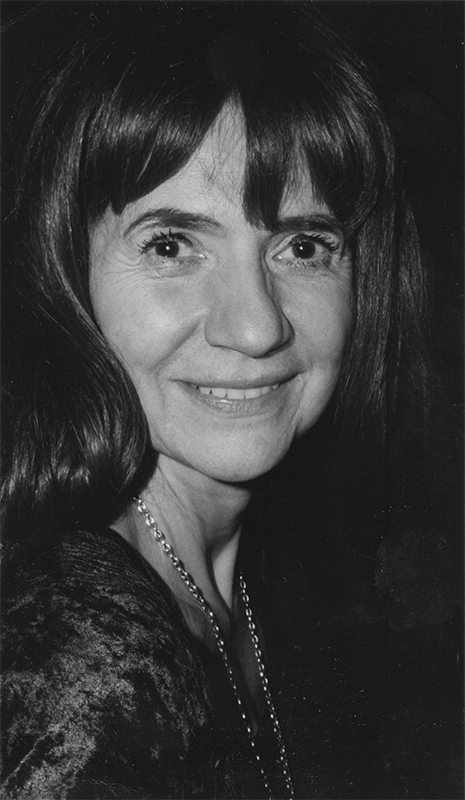
Henriette Florian, 2009

Henriette Florian (* 18. November 1938 in Wien; † 27. August 2013 ebenda) war eine österreichische Malerin und Schriftstellerin.

## Leben und Werk
Henriette Florian wurde am 18. November 1938 als Tochter des Malers Maximilian Florian und seiner Frau Luise (geb. Herrmann) in Wien geboren. Schon während ihrer Schulzeit verbrachte Henriette Florian viel Zeit im Atelier ihres Vaters und lernte von ihm alles Wesentliche über Malerei. In dieser Zeit begann sie auch zu schreiben.
Gemeinsame Studienreisen mit dem Vater führten sie nach München und Amsterdam. Später erkundete sie Kultur und Völker in Anatolien und Armenien und besuchte die archäologischen Ausgrabungen in Vorderasien.
Ihr literarisches Talent wurde vom ehemaligen Präsidenten des österreichischen PEN-Clubs, Franz Theodor Csokor, den sie auch porträtierte, sowie von Alexander Lernet-Holenia und Herta F. Staub entdeckt und gefördert.
1964 wurden erste Gedichte von Henriette in einer Anthologie des Ennsthaler-Verlages veröffentlicht, im darauffolgenden Jahr stellte das Künstlerhaus Wien erste Arbeiten der jungen Künstlerin aus. Im Jahr 1966 zeigte die Galerie Il Carpine in Rom Werke Florians. Die italienische Tageszeitung Il Messaggero schrieb damals in einer zweispaltigen Rezension: „Henriette Florian zeigt eine starke Fähigkeit in der Farbgebung. Ihre Farben sind unkonventionell und bieten eine chromatische Vielfalt. Von imponierender Ausdruckskraft sind die Bilder, in denen sie eine verinnerlichte Geistigkeit transparent macht, wie zum Beispiel in dem Porträt von Franz Theodor Csokor und dem Harfenspieler […]“.
1965 begann mit ihrer ersten Ausstellung im Französischen Saal des Künstlerhauses Wien eine lebenslange Ausstellungstätigkeit. U.a. folgten Einzelausstellungen in den Städten Rom, München, Tel Aviv, Kopenhagen Oslo, Paris, Sidi Bou Saïd und gemeinsame Ausstellungen mit dem Vater Maximilian Florian. Mit ihm gemeinsam entstand 1973 das Gemälde „Die Geburt der Eva“.
Bekannt wurden die Porträtgemälde von David Ben Gurion,(Privatbesitz), Moshe Dajan,(Museum der israelischen Armee), „König der Welt-Schöpfergeist des Menschen im Kosmos“ (Wernher von Braun-Museum, Houston), sowie „Monolith of Peace“ (UNO-Hauptquartier New York) und „La Solitude“ (UNIDO-Paris).
Anlässlich der Übergabe ihres Bildes „Monolith of Peace“ an den damaligen UNO-Generalsekretär Kurt Waldheim erläuterte Henriette Florian ihre Motivation für dieses Gemälde in einem in der Arbeiterzeitung abgedruckten Manifest: „Eine Erfahrung und ein Eindruck bestimmten meinen Entschluss, mit meinem Bild ein neues Symbol des Friedens zu schaffen: Die Erfahrung, dass das Friedenssymbol der Taube in unserer Zeit seine Kraft verloren hat. Die Taube ist schwerelos und verletzlich, ihr Flug begrenzt und allzu leicht veränderlich. Wie kann ein Symbol noch Mut und Zuversicht geben, wenn es selbst machtlos und schutzbedürftig geworden ist? Der Eindruck, dass sich bei einem Kilometerstein (101) Offiziere zweier in Krieg verstrickter Staaten wie durch ein Wunder erstmals friedlich begegnen und dieser Kilometerstein ein Meilenstein zum Frieden werden kann. Die Geschichte der Menschheit und ihrer Religionen ist vom Sinnbild des Steines entscheidend geprägt. Im Islam bezeichnet der heilige Stein der Kaaba den Mittelpunkt der Welt. Der Prophet Moses überbrachte seinem Volk das göttliche Gesetz auf zwei Steintafeln. Und in der christlichen Überlieferung erhält durch die Auferstehung Christi ein Stein vor seinem Grab tiefe Bedeutung. Auf meinem Bild mit den quadratischen Maßen 120 mal 120 cm schwebt über dem Planeten Erde ein grauer Monolith als Sinnbild der noch zeitlich und räumlich begrenzten Friedenstat. Durch den humanitären Geist in der Form des menschlichen Auges findet sich jedoch Verbindung zur Unvergänglichkeit des Kosmos, welcher in einer unendlichen Spirale dargestellt ist. Grüne und rötliche Farben weist die Erde auf, die weißen Töne symbolisieren die Erkenntnis, die blauen das Kosmische. Die konstruktive Form des Monolithen mahnt, dass die Menschheit ihren Frieden jeden Tag neu schaffen und, auch unter Opfern, selbst erhalten muss.“
1987–88 entstand der Gemäldezyklus „Armenische Sakralbauten“ und wurde im Museum für Völkerkunde Wien gezeigt. Bilder von Henriette Florian befinden sich in Sammlungen des Bundesministeriums für Unterricht und Kunst, im Kulturamt der Stadt Wien, der Kärntner und Niederösterreichischen Landesgalerie, im Wernher von Braun Memorial der NASA (Houston), im Kulturzentrum der israelischen Armee in Tel Aviv, sowie im Sitz der UNESCO in Paris und im UN-Hauptquartier in New York.
Henriette Florians letzte Ausstellung fand im Mai 2008 in der Galerie Tromayer in Wien statt. Auch hier wurde der Versuch einer Gegenüberstellung ihrer Werke mit denen ihres Vaters unternommen. Danach zog sich die Künstlerin von der Öffentlichkeit zurück.
Nur wenige Tage nach dem Tod ihres Lebensgefährten Johannes Graf von Orssich de Slavetich (am 17. August 2013), den sie auf ihrem letzten Bild porträtiert hatte, verstarb Henriette Florian am 27. August 2013. Sie liegen beide am Neustifter Friedhof begraben.

## Technik und Stil
„Schon als junge Künstlerin ließ sich Henriette Florian keiner bestimmten Richtung oder Gruppe einordnen, malte unbekümmert und unbeirrt außerhalb aller Modeströmungen, wobei die strenge Umrahmung ihrer Flächen immer wieder Assoziationen mit der Ikonenmalerei aufkommen lässt. Das völlige Fehlen einer malerischen „Erziehung“ führte dazu, dass Spontaneität und Naivität im besten Sinne ihre Werke, die fast ausnahmslos mit Öl auf Leinwand geschaffen wurden, charakterisiert.“
„Im Atelier des Vaters groß geworden, lernte sie von ihm mehr als ein Student an der Akademie lernen kann. Ebenso war sie noch außerordentliche Schülerin bei Prof. Basel, der an der Akademie des Museums für Angewandte Kunst unterrichtete.“
Das bildnerische Werk von Henriette Florian umfasst zahlreiche Kompositionen, Porträts, Stillleben und Landschaften. Ihre Technik ist vorwiegend die der Ölmalerei. Ebenso entstanden Aquarelle, Zeichnungen und Farbholzschnitte aus ihrer Hand.
Alle Arbeiten sind von starker Farbigkeit getragen. Die Ölfarben werden großteils mit Spachtel aufgetragen. Kräftige Konturzeichnungen stützen und verdichten den Bildaufbau. Die Darstellungen sind trotz des abstrahierten Stils gegenständlich. Bei abstrakten Themen wie beim „Materiengesang“, verwendet die Malerin streng konstruierte Formen.

## Ausstellungen
- 1965 Erste Ausstellung der Ölbilder von Henriette Florian im Künstlerhaus Wien
- 1966 Galerie Il Carpine, Rom
- 1967 Galerie Gurlitt, München Galerie Slama, Klagenfurt – gemeinsam mit ihrem Vater Maximilian Florian
- 1968 Galerie Larsen, Kopenhagen Galerie Modern Konst, Stockholm
- 1969 Galerie Weil, Paris Beth Zion America, Tel Aviv  UNIDO, Wien
- 1970 Hotel Waldorf Astoria, New York City
- 1973 Museum für angewandte Kunst, Wien gemeinsam mit ihrem Vater Maximilian Florian
- 1974 Übergabe  ihres Friedensbildes  „Monolith of Peace“ im UNO-Headquarters New York Ausstellung auf Einladung der tunesischen Regierung in Sidi Bou Saïd  Ausstellung in der Galerie des Steyr-Daimler-Puch-Hauses
- 1975 „Jahr der Frau“ (Gruppenausstellung), Museum für Völkerkunde, Wien
- 1976 Carolino Augusteum, Salzburg
- 1981 „Bildbrote und Brauchtum“ – Ausstellung in der Raiffeisenbank, Wien
- 1988 Wanderausstellung des Gemäldezyklus „Armenische Sakralbauten“ im Museum für Völkerkunde, Wien
- 1989–1992 im Stadtmuseum Nordico, Linz  Stadtmuseum Leoben Stadtmuseum St. Pölten Palais Lichtenstein, Feldkirch
- 1990–1994 Beteiligungen an Ausstellungen in Wien, Klagenfurt, Paris und Genf
- 1994 Ausstellung im Kunstforum der AMV
- 2008 „Maximilian und Henriette Florian, ein Versuch der Gegenüberstellung“ in der Galerie Tromayer, Wien

## Literarisches Schaffen
In ihrer Lyrik und Prosa manifestiert sich eine spontane, unkonventionelle, alle Genres hinter sich lassende, schöpferische Kraft. Wort und Farbe, Feder und Pinsel gebrauchte sie, um, wie sie selbst einmal sagte, „dem Menschen das zu vermitteln, was Kunst geben soll: Hoffnung auf ein würdiges Dasein und die Freude am Sinn des Lebens.“
Schon als Siebzehnjährige schrieb Henriette Florian ihre ersten Gedichte. Franz Theodor Csokor, Präsident des Pen Clubs, der Dichter Alexander Lernet Holenia und die Schriftstellerin Herta Staub wurden auf sie aufmerksam und förderten Henriettes Talent. In den frühen Jahren entstanden Hörspielmanuskripte, Kurzerzählungen und Romanfragmente.
1964 erschien im Schroeder Verlag ihr erster Roman „Das Spiegelbild der Ewigkeit“.
1967 wurde erstmals das Hörspiel „Stilla“ im Kärntner Rundfunk (unter der Regie von Ernst Willner) gesendet. 1972 veröffentlicht der Volksbuch Verlag „Die Bettlerharfe“. Einleitend zu diesem Roman schrieb der Cheflektor Karl Ziak: „Helfen: das ist das Leitmotiv, das sich durch alle die, sehr unterschiedlichen, Erzählungen der ordensangehörigen zieht. Und am schluß sagt einer von ihnen zur Dichterin, als sie sich vor dem alleinsein fürchtet: „Schreib sie nieder deine Angst, und du wirst neuen Mut schöpfen! Teile mit anderen Menschen deine Einsamkeit, und du wirst nicht mehr allein sein!“ Henriette scheint im ersten Anblick eine phantastische Individualistin zu sein; bei näherer Betrachtung ist sie ein sehr sozialer Mensch.“
1976 begann Henriette Florian die Arbeit an der Finalisierung ihrer Roman-Trilogie, an dem bis heute unveröffentlichten Roman „Konstatius und Julian - Zwei byzantinische Kaiser“. „Das Buch beschreibt die Endzeit der Antike, die durch das beginnende Christentum abgelöst wurde“, erzählt sie. Es fiel Henriette Florian nicht schwer sich in das alte Byzanz zu versetzen, denn sie sagt von sich: „Ich bin ein Mensch der Antike“, schrieb Hanne Egghardt. Der Roman wurde 2005 abgeschlossen.
Zeit ihres Lebens beschäftigte sich Henriette Florian mit wissenschaftlichen Themen, der Kosmologie, den sozialen Entwicklungen und befasste sich mit religiösen Inhalten im Wandel der Kulturen.(letzteres ist auch Thema der Trilogie) Es entstanden Essays, Betrachtungen, Briefe und Manifeste („Meilenstein des Friedens“ und „Der Pflanzenfressende Löwe“).
Am Ostersonntag 2013 diktierte sie ihre letzten Zeilen:
"Das Blechkannenännchen:
Das Blechkannenännchen hat Rosinenaugen
und einen Stoffmund.
Es sammelt in seinem Kännchen Friedhofslaub, alte Blätter,
verwelkte Blumen und die letzten Bienen."

## Tod und Nachwirken
Am 27. August 2013 verstarb Henriette Florian. Sie war mit dem Juristen Dr. Heinrich Leopold (1937–2005) verheiratet. In den Jahren danach verband sie eine innige Freundschaft mit dem Malteserritter Fra Johannes Orsich de Slavetich (1934–2013).
Ab 2014 übernahm der Bildhauer Werner Lexen den gesamten Nachlass. Er war Schüler von Maximilian Florian und seit seiner Jugend künstlerischer Mitarbeiter im gemeinschaftlichen Atelier Florian. Werner Lexen ist Mitbegründer der Gemeinnützigen Stiftung „Societas Futura “

### Gemälde (Auszug)
- Der Maler Maximilian Florian, 1962, Öl auf Leinwand, 136 × 63 cm, monogr. li. u. HF 1962
- Das Leid, 1962, Öl auf Leinwand, 92 × 62 cm, monogr. li. o. HF 1962
- Der karge Weg, 1963, Öl auf Leinwand, 55 × 67 cm
- Die Nonne, 1964, Öl auf Leinwand, 135 × 62 cm, monogr. li. u. HF 1964
- Der Splitter im Auge der Natur, 1964, Öl auf Leinwand, 86 × 78 cm, monogr. li. u. HF 1964
- Materiengesang, 1964, Öl auf Leinwand, 130 × 156 cm, monogr. HF 1964
- Der König der Welt, 1968, Öl auf Leinwand, monogr. re. u. HF 1968
- Der Wintertag, 1969, Öl auf Leinwand, 55 × 100 cm, monogr. re. u. HF 1969
- Das rote Band, Öl auf Leinwand, 90 × 120 cm, monogr. li. u. HF
- Sonnentod (Ufer der Arche), 1969, Öl auf Leinwand, 100 × 150 cm, monogr. re. u. 1969
- Meilenstein des Friedens, 1974, Öl auf Leinwand, 120 × 120 cm, UNO, New York, USA
- Porträt meines Vaters, 1976, Öl auf Leinwand, 136 × 63 cm, sign. Henriette Florian 1976
- Hakate, 1983, Öl auf Leinwand, 320 × 350 cm, sign. li. u. Henriette Florian 23. Juli 1983
- Tochter der Medusa, 1984, Öl auf Leinwand, sign. li. u. Henriette Florian 4. September 1984
- Blumen mit vier Vasen, 1984, Öl auf Leinwand, sign. re. u. Henriette Florian 1984
- Der Kaiser Konstantinus, 1985, Öl auf Leinwand, 205 × 163 cm
- Anatolios, 1986, Öl auf Leinwand, 140 × 110 cm, sign. li. u. Henriette Florian 1986
- Sai Baba, 1993, Öl auf Leinwand, 240 × 110 cm, sign. li. u. Henriette Florian 14. September 1993, Privatbesitz
- Saskia und Gladiolen, 1993, Öl auf Leinwand, 130 × 100 cm, sign. li. u. Henriette Florian
- Schwertlilien, 1996, Öl auf Leinwand, 128 × 68, sign. re. u. Henriette Florian 1996
- Weiße Lilien, 1997, Öl auf Leinwand, 130 × 100 cm, sign. li. u. Henriette Florian 1997, Privatbesitz
- Bildnis Jeannine, 1999, Öl auf Leinwand, 120 × 80 cm, sign. re. o. Henriette Florian
- Gladiolen, 1999, Öl auf Leinwand, sign. li. u. Henriette Florian 1999
- Mohnblumen, 2000, Öl auf Leinwand, 130 × 90 cm, sign. li. u. Henriette Florian
- Blumen in Vase, 2004, Öl auf Leinwand, 130 × 80, cm, sign. re. u. Henriette Florian 2004, Privatbesitz
- Porträt Frà Johannes in der Manta di Punta, 2006, Öl auf Leinwand, li. u. sign. Henriette Florian, 2005–27. Februar 2006

### Literarische Werke
- Das Spiegelbild der Ewigkeit. Phantastische Romankristalle. Schroeder, Garmisch-Partenkirchen 1964
- Die Bettlerharfe. Roman. Volksbuchverlag, Wien 1972